# Саканоуе но Карітамаро
Саканоуе но Карітамаро (727 — 14 лютого 786) — середньовічний японський державний та військовий діяч періоду Нара. Вів успішні війни проти емісі, але вони мали тільки тимчасовий ефект.

## Життєпис
Походив зі знатного роду Саканоуе. Син Саканоуе но Інукаі, камі (губернатора) провінції Ямато. Народився 727 року. Здобув військову освіту. Розпочав службу в імператорській гвардії. Піднесення кар'єри почалося після участі в придушенні повстання Фудзівара но  Накамаро у 764 році. Тоді Карітамаро отримав молодший четвертий ранг, старшого офіцера в коноефу (палацовій гвардії), титул імікі. Того ж року призначено кокусі провінції Кай. 765 року отримав Орден почесті другого ступеня.
770 року надано старший четвертий ранг. Водночас стає тіндзюфу-сьоґуном для придушення нового повстання емісі, яке було тимчасово придушено в провінції Муцу. В цьому поході супроводжував син Тамурамаро, що став згодом визначним військовиком. 771 року стає кокусі провінції Акі. 772 року призначено заступником (тюдзьо) очільника Лівої внутрішньої палацової гвардії і почесним камі провінції Акі. 777 року очолив важливу провінцію Тамба.
781 року призначено очільником Правої внутрішньої палацової гвардії. 782 року придушив заколот Хіґами но Кавацуґу (нащадка імператора Темму). Очолив війська, що охороняли будівництва столиці Нагаока-кьо. 784 року був кокусі провінцій Ійо і Бідзен, а 785 року — Сімоса і Етідзен. 785 року також отримав молодший третій ранг. Крім того, очолив поліцейсько-судове управління столиці. Помер 786 року.